# Francisco Pavlovic
Francisco Pavlovic (Postojna, em 29 de outubro de 1892 - 1981, Oriente) foi um artista esloveno que trabalhou no interior do estado de São Paulo durante meados do século XX, sendo responsável pela pintura decorativa interna de diversas igrejas daquela região. Inspirava-se amplamente nas decorações do Kunsthistorisches, o museu de história da arte, e do Burgtheater, o teatro nacional, ambos localizados em Viena, cidade onde estudou na Escola Superior de Artes Aplicadas.

## Biografia
Francisco Pavlovic, nascido Franc Pavlovič, nasceu no ano de 1892 na pequena cidade Postojna, na Eslovênia, vindo a cursar a Escola Superior de Artes Aplicadas, em Viena, na Áustria. Chegou a ser prisioneiro num campo de concentração por dois anos, após ser capturado pelo exército russo durante a Primeira Guerra Mundial. Durante seu tempo preso, pintou quadros para oficiais do Exército Russo.  Na Eslovênia, já se interessava pela arte sacra e, como pintor e restaurador no Brasil, em dois anos, decorou as paredes e o teto de uma igreja em Pirajuí com cenas da Bíblia e da vida dos santos. Em seu país de origem, Francisco Pavlovic restaurou e repintou o altar lateral direito da igreja paroquial de St. Trinity in Trnje, de acordo com testemunho da tia Korlina de Klenik. Relata-se que hpa grande probabilidade de que ele também tenha feito Jesus, que está numa pequena cruz na igreja de São Pedro. Miklavža em Palčje.
Após ser libertado, mudou-se para o Brasil no ano de 1923, influenciado pelas cartas que recebia de seu irmão, Luis Pavlovic, que já havia emigrado. Pavlovic passou a morar em Pirajuí ao chegar no Brasil, lugar onde seu irmão residia. Entre 1923 e 1966, Pavlovic atuou principalmente como pintor-decorador de igrejas, sendo o responsável pela decoração interna de 13 igrejas brasileiras, 12 delas no interior do estado de São Paulo e uma na cidade de Rolândia, no Paraná.
Quando o município de Cafelândia foi escolhido como sede episcopal, Pavlovič projetou a catedral da diocese e criou estátuas de três metros dos doze apóstolos em cimento para adornar a fachada da igreja. Ele decorou toda a catedral, fez o altar principal de cimento e mármore, trabalhando lá por três anos. Após esse período, foi convidado para o santuário mais famoso do Brasil, em Aparecida do Norte, onde restaurou algumas pinturas danificadas pela água na igreja. Mais tarde, pintou igrejas em várias cidades brasileiras, totalizando treze igrejas em quarenta anos, doze delas em São Paulo e uma no Paraná. Além das igrejas, pintou um cinema em Araçatuba e várias capelas menores. Também expôs suas obras em São Paulo, Bauru, Araçatuba e Rio de Janeiro.
A partir de 1966, quando já contava 74 anos de idade, Pavlovic passa a se dedicar à pintura de quadros, utilizando as técnicas de óleo sobre tela e óleo sobre madeira, retratando frequentemente temas como flores e paisagens naturais.
Aos 80 anos, em 1972, jornais brasileiros publicaram muitos artigos elogiando-o como "artista consumado" e "pintor famoso", elogiando a harmonia das cores, beleza dos detalhes e conjunto de suas obras. Um jornal teria escrito: "Ninguém nesta região pode morrer sem ver a igreja paroquial em Descalvado" e "suas cenas têm um céu maravilhosamente aberto". Entre 1923 e 1966, dedicou-se principalmente à pintura de igrejas e telas, após 1966, concentrou-se apenas em pinturas em tela e madeira, buscando inspiração na natureza. Encerrou sua carreira artística e de restauração em 1981, aos 89 anos.
Faleceu no dia 21 de setembro de 1981, na cidade de Oriente. Foi sepultado, contudo, no Cemitério Municipal da cidade de Cafelândia (São Paulo).

## Obras
| Local                   | Obras                                                                       | Técnica              | Período   | Observações |
| ----------------------- | --------------------------------------------------------------------------- | -------------------- | --------- | --- |
| Aparecida de São Manuel | 2 painéis                                                                   |                      |           | |
| Araras                  | Basílica Menor Nossa Senhora do Patrocínio                                  |                      | 1946-1947 | Francisco Pavlovic redecorou com motivos florais e sacros o forro da nave, o forro e as paredes da Capela Mor, bem como o forro e as paredes laterais da Capela do Santíssimo. |
| Avaré                   | 31 painéis em decoração interior da Igreja Matriz                           | Afrescos             | 1942-1945 | No mês de abril de 1942 o padre Celso Diogo Ferreira contratou Pavlovic para decorar e pintar a Igreja Matriz de "Nossa Senhora das Dores", na cidade de Avaré, cuja construção se iniciou em março de 1921 e terminou em 1928. O trabalho de Pavlovic foi finalizado após três anos, em 30 de outubro de 1945. |
| Birigui                 | Quadros                                                                     | ?                    | 1959-1960 | O quadros foram pintados para a decoração da capela "Nossa Senhora de Fátima", sendo um dos últimos trabalhos do período sacro do pintor. |
| Cafelândia              | Os 12 Apóstolos                                                             | Escultura em cimento |           | |
| Descalvado              | 13 painéis em decoração interior da Igreja Matriz de Nossa Senhora do Belém | Pintura mural        | 1939-1940 | |
| Dourado                 | Decoração interna da Igreja Matriz                                          | Pintura mural        |           | |
| Guarantã                | Igreja Matriz                                                               |                      | 1962      | |
| Marília                 | Painéis na capela do colégio Sagrado Coração de Jesus                       |                      | 1960-1961 | |
| Matão                   | Igreja                                                                      |                      |           | A igreja que continha as obras de Pavlovic foi demolida. |
| Pirajuí                 |                                                                             |                      |           | Trata-se da segunda Igreja pintada por Pavlovic após sua chegada no Brasil. |
| Pirassununga            |                                                                             |                      |           | |
| Rolândia                | Igreja Matriz de São José                                                   |                      | 1966      | |

## Leituras adicionais
- Brgoč, V. Franc Pavlovič – slovenski slikar in kipar v Braziliji. V: Srebrne brazde 6: literarni zbornik upokojencev Slovenske Istre, 2011, pp. 154-159.
- Lovato, A., & Sabadini, A. A. Z. P. (1998). Franciscus Pavlovic: vida e obra. São Paulo: Instituto de Psicologia, Universidade de São Paulo.[11]
- Slavec, P. Odkrit doslej neznan slovenski slikar – Franciscus Paulovič. V: Rodna gruda: revija za Slovence po svetu, 1998, let. 45, št. 2, p. 6.